# 條紋鸚嘴魚
條紋鸚嘴魚，為輻鰭魚綱鱸形目隆頭魚亞目鸚哥魚科的其中一種，分布於西南大西洋的巴西海域，棲息深度3-25公尺，本魚體延長且側扁，頭部圓鈍，有三個生命階段，稱為幼年期、初始期和終端期。幼魚顏色較淺，棕色，有白色條紋和白色腹部。初始階段體棕色，側面有三到四個白色斑點，尾鰭上有白色條紋。終端型的個體嘴部或下頭周圍呈橙黃色，至於性別差異，本種是雌雄同體，因此有雌性、初生雄性，生來是雄性並保持雄性，以及次生雄性，生來是雌性，然後改變性別和顏色為雄性。次生雄性身體呈藍綠色，尾鰭上有黃色帶。它們的背鰭底部還有三到四個白點或條紋。雌性和初級雄性具有暗紫色，並包含相同的4個白色斑點。背鰭硬棘9枚、背鰭軟條10枚、臀鰭硬棘3枚、臀鰭軟條9枚，體長可達33.2分，棲息在岩礁海域，以喙行齒板啃食珊瑚礁的藻類為食，夜晚休息時會分泌黏液形成「繭」以防禦掠食者，全年均在淺水中產卵，夏季產卵數量增加。這些產卵週期與潮汐週期同步。雌魚可以將數千個卵子釋放到水中，而雄魚則用精子使它們受精。卵會附著在浮游生物上並留在那裡直到孵化。